# Hal Hartley
Hal Hartley (Lindenhurst, 3 de novembro de 1959) é um cineasta e roteirista norte-americano. É considerado um dos pioneiros do cinema independente americano, ao lado de Kevin Smith e Quentin Tarantino.

## Filmografia
Como diretor
- Fay Grim (2006)
- The Girl from Monday (2005)
- The Sisters of Mercy (2004)
- No Such Thing (2001)
- Kimono (2000)
- The New Math(s) (2000)
- O livro da vida (1998)
- As confissões de Henry Fool (1997)
- Flerte (1995)
- Amateur (1994)
- NYC 3/94 (1994)
- Opera No. 1 (1994)
- Flirt, (curta-metragem) (1993)
- Simple Men (1992)
- Theory of Achievement (1991)
- Ambition (1991/II)
- Surviving Desire (1991)
- Confiança (1990)
- The Unbelievable Truth (1989)
- Dogs (1988)
- The Cartographer's Girlfriend (1987)
- Kid (1984)

## Premiações
- 2001 - Indicado ao prêmio de melhor filme (No Such Thing) no Festival Internacional da Catalônia
- 1998 - Ganhou o prêmio de melhor roteiro e foi indicado à Palma de Ouro de melhor filme no Festival de Cannes (As Confissões de Henry Fool)
- 1994 - Ganhou o Silver Award no Festival Internacional de Tóquio (Amateur)
- 1992 - Indicado à Palma de Ouro de melhor filme no Festival de Cannes (Simples Desejo)
- 1991 - Ganhou o prêmio do público de melhor filme no Festival Internacional de São Paulo (Confiança)
- 1991 - Indicado ao prêmio do júri de melhor filme de drama no Sundance Film Festival (Confiança)
- 1991 - Ganhou o prêmio do público de melhor filme e foi indicado ao prêmio dos críticos no Deauville Film Festival (Confiança)
- 1990 - Indicado ao prêmio do júri de melhor filme de drama no Sundance Film Festival (A Incrível Verdade)